# Александрупольская митрополия
Александропо́льская, Траянопольская и Самофра́кская митропо́лия (греч. Ιερά Μητρόπολις Αλεξανδρουπόλεως, Τραϊανουπόλεως και Σαμοθράκης) — епархия Элладской православной церкви в южной части периферийной единицы Эврос и на острове Самотраки в периферии Восточная Македония и Фракия в Греции. Епархиальный центр находится в Александруполисе.

## История
В ноябре 1922 года при Патриархе Мелетии IV решением Священного Синода Константинопольского патриархата митрополия была объявлена самостоятельной, а митрополиту присвоен титул «экзарха Родопского». Первым митрополитом Александрупольским был избран Гервасий, митрополит Анкирский. После его кончины 5 июня 1934 года, митрополия была временно объединена с Суфлийской, которой управлял митрополит Иоаким.

## Современное состояние
Епархия располагается в области, где проживает значительное количество мусульманского населения.
Насчитывается 61 приходской храм, 20 кладбищенских, 1 домовый, 5 монастырских храмов и 69 часовен, служит 86 клириков.
На территории митрополии действуют монастыри:
- Св. апостола Иоанна Богослова (̓Αετοχωρίου, Александруполис; основан в 1981), мужской
- Успения Богородицы «Панагия ту Эвру» (Макри, основан в 1980), 50 монахинь.

При митрополии действуют 54 благотворительные организации, 11 религиозно-духовных центров, в том числе «Церковный молодёжный центр св. Елевферия». Имеются медицинское братство «Святой Киприан», Иоакимовская богадельня, общежитие для юношей «Святой Стефан», общежитие для иностранных студентов богословского факультетата Фессалоникийского университета, сеть церковных молодёжных лагерей «Урануполис».
Издаются журналы: еженедельник"Γνωριμία" (Знакомство) и «Σαλπιγκτής τοῦ ῾Εβρου» (Трубач Эвроса). Действует православная радиостанция (91,5).
Особым почитанием в Александрупольской митрополии пользуются святые: Гликерия Траянупольская, 5 Самофракийских новомучеников — Мануил, Георгий, Михаил, Феодор и Георгий, Феофан Исповедник Сигрианийский.
Святыни: мощи 5 новомучеников Самофракийских, глава одного из 40 Севастийских мучеников, чудотворные иконы — св. Марины, св. Кириаки из Эна (храм св. Кириаки, Александруполис), покровительницы Фракии Панагии Космосотиры, Панагии Эвру (монастырь Успения Богородицы), Панагии Кримниотиссы и Панагии Камариотиссы (Самотраки).
Места паломничества: храмы св. Марины Маистру (Александруполис), Святых бессребреников (Александруполис), св. Киприана (Александруполис), св. Иоанна (Лутра, Самотраки), больничная часовня (Александруполис).
Церковное искусство: музей церковного искусства, 2 византийских храма XII века — храм Панагии Космосоти́ры, кафоликон монастыря, устроенного севастократором Исааком Комнином, и часовня святых Феодоров.

## Епископы
1. Гервасий (Сараситис) (17 ноября 1922 — †5 июня 1934)
2. Иоаким (Кавирис) (5 июня 1934 — 24 января 1967)
3. Константин (Хронис) (8 июня 1967 — 13 июля 1974)
4. Анфим (Руссас) (13 июля 1974 — 26 апреля 2004)
5. Анфим (Кукуридис) (с 9 октября 2004 года)